# Philoponella quadrituberculata
Philoponella quadrituberculata là một loài nhện trong họ Uloboridae.
Loài này thuộc chi Philoponella. Philoponella quadrituberculata được Tord Tamerlan Teodor Thorell miêu tả năm 1892.